# 430 a. C.
El año 430 a. C. fue un año del calendario romano  juliano. En el Imperio romano se conocía como el Año del Consulado de Carazo y Yulo (o menos frecuentemente, año 324 Ab urbe condita).

## Acontecimientos

### Grecia
- Segunda invasión del pico romano: El rey de Esparta, Arquidamo II, hijo de Zeuxidamo, invade el Ática. El ejército espartano saquea el Ática, pero Pericles rechaza revisar su estrategia inicial.
- No queriendo librar batalla con el ejército espartano, Pericles de nuevo dirige una expedición naval a la Argólide, esta vez llevando cien barcos atenienses con él. Fracaso en Epidauro
- Finalmente, Potidea se rinde al sitio de las fuerzas atenienses en el invierno.
- La plaga de Atenas asola Atenas y la enfermedad ataca a la ciudad densamente poblada, matando a uno de cada tres atenienses. Modernos análisis de ADN de material procedente de antiguos cementerios sugiere que la enfermedad mortal pudo haber sido fiebre tifoidea. La epidemia acaba con 30 000 ciudadanos, marineros y soldados, así como con dos hijos de Pericles (y él mismo morirá de un rebrote de la plaga, al año siguiente). Aproximadamente muere un cuarto de la población ateniense. El temor a la epidemia estaba tan difundido que los espartanos abandonan su invasión del Ática, pues las tropas no querían arriesgarse a contactar con el enemigo enfermo.
- Heródoto escribe su historia.
- Pericles enferma por la plaga de Atenas, pero se recobra, temporalmente (morirá de un rebrote de la plaga al año siguiente). Es depuesto de su cargo de general o estrategos, pero después de ser juzgado y multado, vuelve a ser elegido.

### República Romana
- Tregua de paz por 8 años entre los romanos con los ecuos y los volscos, luego de la victoria romana en el monte Álgido.

### Resto del Mundo
- El navegante cartaginés Hannón lleva a cabo la exploración de la costa atlántica africana. Llega hasta la actual Sierra Leona.[1]

## Nacimientos
- Dionisio de Siracusa, hijo del estratego Hermácrates (f. 367 a. C.).
- Apolócrates
- Cebes

## Fallecimientos
- Fidias, escultor griego, encarcelado.
- Zenón de Elea, filósofo griego.